# Suikerrock
Suikerrock is een Belgisch muziekfestival, dat vanaf 1987 plaatsvond in de binnenstad van Tienen (Vlaams-Brabant), en sinds 2021 doorgaat op de terreinen van de Tiense Suikerraffinaderij. Oorspronkelijk tijdens het laatste weekend van juli, maar tegenwoordig op het eerste weekend van augustus. De naam is ontleend aan de " suikerstad " Tienen en de beroemde Tiense suiker.
Door de coronacrisis en de heraanleg van de Grote Markt kon het festival niet doorgaan in 2020. In 2021 werd na het opheffen van de coronamaatregelen in september een kleinere versie georganiseerd aan de Tiense Suikerraffinaderij, en in 2022 verhuisde Suikerrock definitief naar het Bietenplein aan de Tiense Suikerraffinaderij.
Op dit grote terrein worden drie podia voorzien met meer dan 50 acts over drie dagen. In de afgelopen decennia programmeerde Suikerrock een lange lijst aan Belgische en internationale topacts.

## Edities

### 2024
- vrijdag 2 augustus: Dikke, Pommelien Thijs, Compact Disk Dummies, Joost Klein , Froukje, Anne-Marie, Lost Frequencies,...
- zaterdag 3 augustus: Equal Idiots, Brihang, Portland, blackwave., Faithless, Oscar and the Wolf,...
- zondag 4 augustus: Gustaph, Maksim, Suzan & Freek, André hazes, Metejoor, Clouseau,...

### 2023
In 2023 vierde het festival zijn 35ste editie. Het duurde opnieuw drie dagen.
- vrijdag 4 augustus: Sean Paul, Bazart, Coely, Goldband,…
- zaterdag 5 augustus: Bastille, Franz Ferdinand, Arsenal, Goose,…
- zondag 6 augustus: Regi Live, Bart Peeters & de Ideale Mannen, Metejoor, Meau,…

### 2022
- donderdag 28 juli: Emma Bale, Kelis, Zucchero,…
- vrijdag 29 juli: De Mens, Therapy?, White Lies, The Sisters of Mercy,…
- zaterdag 30 juli: Chibi Ichigo, Froukje, Compact Disk Dummies, The Subs, Zwangere Guy, The Chemical Brothers,…
- zondag 31 juli: Mathias Vergels & Het goede voorbeeld, Peter Koelewijn & The Rockets, De Kreuners, Clouseau, Niels Destadsbader, Tom Jones,…

### 2021
- vrijdag 3 september: High Hi, Compact Disk Dummies, Goose, Omdat het kan soundsystem ft. Average Rob,…
- zaterdag 4 september: Mama's Jasje, Regi Live, Bart Peeters & de Ideale Mannen,…
- zondag 5 september: Janez Detd., De Mens, Levellers,…

### 2020
Wegens de coronapandemie ging Suikerrock niet door.

### 2019
- vrijdag 26 juli: Emma Bale, Tom Odell, Tourist LeMC, Bazart, Arsenal,…
- zaterdag 27 juli: SONS, Zwangere Guy, Goose, Dimitri Vegas & Like Mike,…
- zondag 28 juli: Metejoor, Rob de Nijs, Slongs, Mama's Jasje, Niels Destadsbader, Marco Borsato,…

### 2018
In 2018 duurde het festival drie dagen.
- vrijdag 27 juli: Jebroer, Lil' Kleine, Kraantje Pappie, Steve Aoki en Lost Frequencies
- zaterdag 28 juli: SONS, Milo Meskens, Goo Goo Dolls, White Lies, Anouk en Alanis Morissette
- zondag 29 juli: De KetnetBand, Soufiane Eddyani, Gers Pardoel, Stan Van Samang, OMD en Kool and the Gang

### 2017
- vrijdag 28 juli: Equal Idiots, Rival Sons, Black Box Revelation, Iggy Pop
- zaterdag 29 juli: The Lighthouse, Tout Va Bien, Coely, Tinie Tempah, Bazart, Lost Frequencies
- zondag 30 juli: Kaatje, Laura Tesoro, Niels Destadsbader, Matt Simons, Soulsister, Status Quo, Zucchero

### 2016
Jubileumeditie, 30 jaar Suikerrock
- vrijdag 29 juli: The Kids, The Sore Losers, Zornik, Deep Purple
- zaterdag 30 juli: Noémie Wolfs, Alice on the Roof, Tourist LeMC, Balthazar, dEUS
- zondag 31 juli: De Bende & Mega Mindy, Prinsessia, Bandits, Emma Bale, Stan Van Samang, The Corrs, Marco Borsato

### 2015
In 2015 duurde het festival drie dagen.
- vrijdag 31 juli: Anouk, Charlie Winston, Novastar en Starsailor
- zaterdag 1 augustus: Oscar and the Wolf, The Sisters of Mercy, Magnus, The Subs, The Van Jets en Willow
- zondag 2 augustus: Marco Borsato, Clouseau, Yevgueni, Nielson, K3 en Kapitein Winokio

### 2014
In 2014 duurde het festival drie dagen.
- vrijdag 1 augustus: Simple Minds, Puggy, Moya en DJ Dirk Stoops
- zaterdag 2 augustus: Goose, Madness, Arsenal, De Jeugd Van Tegenwoordig, School is Cool, Nina Nesbitt en DJ Murdock
- zondag 3 augustus: The Jacksons, Ozark Henry, Alison Moyet, Umberto Tozzi, Urbanus met De Fanfaar en Slongs Dievanongs

### 2013
- donderdag 25 juli: Within Temptation, Bush, Vista Chino en Spoil Engine
- vrijdag 26 juli: Golden Earring, The Scabs, The Van Jets en Marco Z
- zaterdag 27 juli: Sting (voortijdig gestopt wegens noodweer), Kaiser Chiefs, James Morrison, The Opposites, My Jerusalem en Coely
- zondag 28 juli: Joe Cocker, Katie Melua, Natalia, Gabrielle Aplin, Gers Pardoel en Brahim

### 2012
- donderdag 26 juli: ZZ Top, John Fogerty, Triggerfinger, The Union en Philip Sayce
- vrijdag 27 juli: Alice Cooper, Status Quo, Channel Zero en Sweet Savage
- zaterdag 28 juli: Mika, LMFAO, Arsenal, 't Hof van Commerce, School is Cool en Luc Van Acker
- zondag 29 juli: Texas, Ozark Henry, Daan, Gabriel Rios, De Mens en Tom Dice ft. Iris

### 2011
In 2011 duurde het festival vier dagen en vond het plaats van 28 juli tot 31 juli. 
- donderdag 28 juli: Tom Jones, Soulsister en DJ Dirk Stoops
- vrijdag 29 juli: Deep Purple, Iggy & The Stooges, Triggerfinger (band) en Studio Brussel - De Afrekening
- zaterdag 30 juli: Moby, Basement Jaxx, Heather Nova, Zornik, De Jeugd van Tegenwoordig, Sherman en Teddiedrum
- zondag 31 juli: Roxette, The Baseballs, Natalia, Bart Peeters, Tom Helsen en Tom Dice

### 2010
In 2010 vond het festival plaats over in totaal 5 dagen. Op 20 juli was er een zogenaamde "kick-off" met Ray Manzarek en Robby Krieger van The Doors, John Fogerty, ZZ Top en Zaki.
Het eigenlijke festival vond plaats over 4 dagen, van 29 juli tot 1 augustus. Artiesten: Stijn, Stereo MC's, Jamiroquai, TLP, Sweet Coffee, Milk Inc., Seal, Regi, The Opposites, Customs, Das Pop, Arid, Shaggy, Grace Jones, Dirk Stoops, Andes, Raymond Van het Groenewoud, De Kreuners, Clouseau, Golden Earring en The Australian Pink Floyd Show.

### 2009
Artiesten: Onder meer Simple Minds, Fun Lovin' Criminals, Novastar, Anouk, De Jeugd Van Tegenwoordig, The Scabs, Natalia en Status Quo.

### 2008
In 2008 duurt het festival drie dagen. Het vond plaats van 25 tot 27 juli
Artiesten: Zap Mama, Tom Helsen, Zornik, Milk Inc., Regi, Arid, Shameboy, The Presidents Of The USA, The Scabs, The Sisters of Mercy, Dirk Stoops, Isabelle A, Fixkes, Gorki, Bart Peeters, Milow, Eddy Grant en Deep Purple.

### 2007
Artiesten: Lionel Richie, Clouseau, Natalia, Suzanne Vega, Hooverphonic, Daan, Nailpin, Leki, Sam Bettens en Krezip.

### 2006
In 2006 duurde het festival vier dagen en vond het plaats van 27 tot 30 juli. Onder meer Sandrine (de finaliste van Idool 2004), de rockband De Kreuners en Belle Pérez waren aanwezig op deze 20e editie. De grootste act was DJ Tiesto, die een set van vier uur draaide op de Grote Markt.
De vier podia waren verspreid over de binnenstad. De betalende podia bevonden zich op de Grote Markt (Main Stage en Passe-Partout Stage) en de gratis optredens waren te bekijken op de Veemarkt (Stella Bak Stage en Jim Talent Stage).

### 2005
In 2005 vond het festival plaats van 29 tot 31 juli, met onder meer Scala, Delavega, Sin Alley, Andrea Parker, Melanie C, Stash, 't Hof van Commerce, De Mens, Kane, Arno, Kosheen, Spring, Leki, Natalia, Clouseau, UB40 en Roxy Music.
Deze editie kon rekenen op zo'n 100.000 bezoekers. Een blikseminslag, een onweer en een wolkbreuk verstoorden onder meer de concerten van Melanie C en Roxy Music.

### 2004
In 2004 hebben op Suikerrock de Simple Minds opgetreden, naast Thé Lau (muzikant), Krezip, Scorpions, Funeral Dress, Vive la Fête, Janez Detd., Buscemi, Wim Soutaer, Yasmine, De Nieuwe Snaar, Aemon, Zucchero enz.
De editie trok zo'n 120.000 belangstellenden.

### 2003
Enkele groepen die in 2003 op de podia van het festival stonden zijn Praga Khan, Gorki, Status Quo en de Fun Lovin' Criminals.

### 2002
Enkele groepen die in 2002 op de podia van het festival stonden zijn Skitsoy, Camden, Eden en de Bomfunk MC's.

### Vroegere edities
Internationale groepen die voor 2002 op het festival optraden zijn o.a. Level 42, Dog Eat Dog, Kid Creole, Kool & the Gang, Iggy Pop, Shaggy, Within Temptation en Status Quo.